# Titularbistum Thibiuca
Thibiuca  (ital.: Tibiuca) ist ein Titularbistum der römisch-katholischen Kirche. 
Es geht zurück auf ein früheres Bistum in der gleichnamigen antiken Stadt, die in der römischen Provinz Mauretania Caesariensis im heutigen nördlichen Algerien lag.
| Titularbischöfe von Thibiuca |                                                |                                           |                   |                  |
| Nr.                          | Name                                           | Amt                                       | von               | bis              |
| 1                            | Ippolito Rotoli Titularerzbischof pro hac vice | Pro-Nuntius                               | 2. September 1967 | 4. Oktober 1977  |
| 2                            | Nestor Celestial Cariño                        | Weihbischof in Legazpi (Philippinen)      | 9. März 1978      | 12. August 1980  |
| 3                            | Patricio Hacbang Alo                           | Weihbischof in Davao (Philippinen)        | 14. April 1981    | 9. November 1984 |
| 4                            | Jesus Castro Galang                            | Weihbischof in San Fernando (Philippinen) | 23. Mai 1987      | 7. Dezember 1991 |
| 5                            | Michael John Sheridan                          | Weihbischof in Saint Louis (USA)          | 8. Juli 1997      | 4. Dezember 2001 |
| 6                            | Andrew Yeom Soo-jung                           | Weihbischof in Seoul (Südkorea)           | 1. Dezember 2001  | 10. Mai 2012     |
| 7                            | Eugenio Coter                                  | Apostolischer Vikar von Pando (Bolivien)  | 2. Februar 2013   |                  |